# Saltburn-by-the-Sea
Saltburn-by-the-Sea este un oraș în comitatul North Yorkshire, regiunea Yorkshire and the Humber, Anglia. Orașul se află în districtul unitar Redcar and Cleveland.